# Analetia intensa
Analetia intensa là một loài bướm đêm trong họ Noctuidae.